# 윤석열 정부의 대통령 집무실 용산 이전

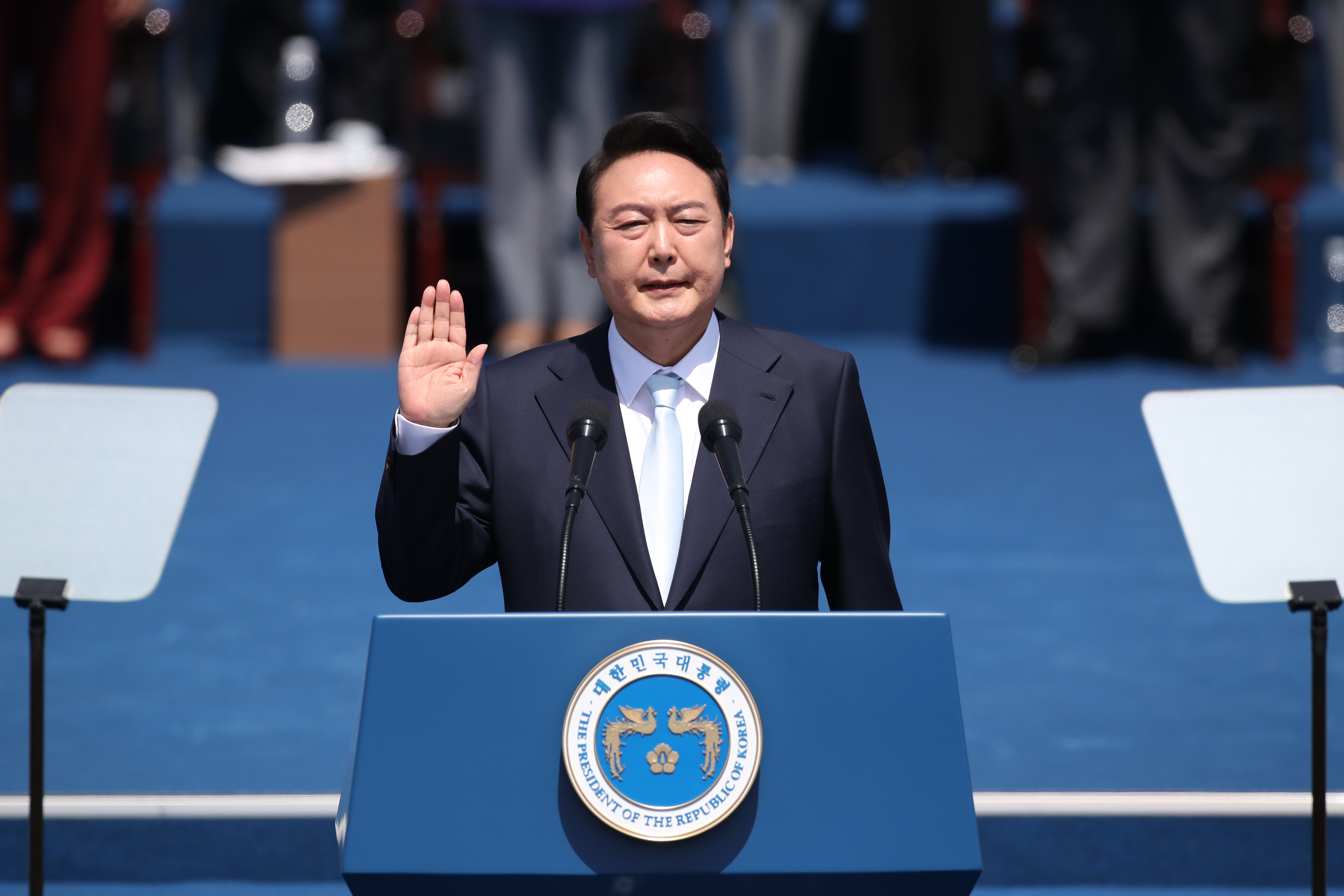
2022년 5월 취임식에 나선 윤석열 대통령

윤석열 정부의 대통령 집무실 용산 이전은 2022년 윤석열 대통령의 주요 공약 중 하나로, 청와대를 벗어나 용산구 국방부 대한민국 대통령실 청사로 대통령 집무실을 이전하는 계획이다. 이는 '제왕적 권력의 상징'인 청와대를 국민에게 돌려주고, 국민과의 소통을 강화하며, 업무 효율성을 높이겠다는 취지에서 추진되었다.

## 전개

윤석열 정부의 대통령실 로고. 기존 청와대 로고에서 구 국방부 청사의 외형에 따른 로고로 바뀌었다.

### 계획 발표와 진행
2022년 1월 27일 제21대 대통령 선거 당시 국민의힘의 윤석열 후보는 10대 공약 가운데 '대통령실 개혁'의 일환으로 제왕적 대통령제의 잔재인 청와대의 각 기관을 해체하고 광화문 정부서울청사 등 다른 곳으로 이전하는 공약을 내걸었다.
2022년 3월 20일 윤석열 대통령 당선인은 기자회견을 통해 대통령 집무실을 용산 국방부 청사로 이전하고, 청와대는 5월 10일 새 정부 출범에 맞춰 국민에게 개방하겠다고 공식 발표했다.
당초 광화문 정부서울청사로의 이전을 검토했으나, 경호 및 보안 문제와 광화문 인근 시민들의 불편을 고려하여 용산 국방부 청사를 최종 낙점했다. 용산 국방부 청사는 국가 안보 지휘 시설이 잘 갖춰져 있고, 이미 군사시설 보호를 전제로 개발이 진행되어 추가 규제가 적다는 점이 고려되었다. 또한, 주변 미군기지 반환이 예정되어 있어 용산공원 조성을 통해 국민과의 소통 공간을 확대할 수 있다는 점도 이전의 이유로 언급되었다.
이전 비용에 대해 윤 당선인은 총 496억 원이 소요될 것으로 예상하며 예비비 사용을 신청했다고 밝혔다. 그러나 실제 이전 비용은 당초 예상보다 훨씬 늘어나 2024년 7월까지 드러난 예비비만 639억 원에 달하며, 총 1조 원이 넘을 것이라는 주장도 제기되었다.
대통령 관저 기능은 한남동 외교부 장관 관저가 담당하게 되며, 2022년 하반기까지 150억 가량의 공적 자금을 들여 리모델링하여 2022년 하반기 즈음에 윤 대통령 내외가 입주하는 것으로 정해졌다. 취임 이후 한동안 서초구 아크로비스타의 자택에 머무르던 윤석열 대통령은 2022년 11월 7일 한남동 대통령 관저에 정식으로 입주했다.

### 반응
용산 집무실 이전 계획에 대한 여론의 반응은 엇갈렸다. 2022년 3월 리얼미터 조사에서는 반대 53.7%, 찬성 44.6%로 반대 의견이 높게 나타났으며, KBS 여론조사에서도 반대 53.8%, 찬성 40.6%로 반대가 우세했다. 반대하는 주된 이유로는 충분한 사전 검토 부족, 이전 필요성 부족, 비용 문제 등이 꼽혔다. 반면 찬성하는 측은 국민과의 소통 강화와 공약 이행이 이유로 꼽혔다.
이전 과정에서 국방부와 합동참모본부의 급작스러운 이동으로 인한 군사 작전 체계 혼선 우려, 경호 및 보안 문제, 그리고 교통 혼잡 및 시위로 인한 시민 불편 등이 문제점으로 지적되었다. 또한 윤건영 더불어민주당 의원은 청와대 지하 벙커의 주요 설비가 용산으로 옮겨졌다는 주장을 제기하였으며, 한겨레는 이전 결정이 풍수지리 등 비과학적인 이유에 따른 것이라고 해석하기도 했다.

## 같이 보기
- 대한민국 대통령실